# كريستوف بلانشت
كريستوف بلانشت هو سياسي فرنسي، ولد في 9 أبريل 1973 في كان في فرنسا. نشط حزبياً في الجمهورية إلى الأمام!. وقد انتخب  لترشحه ضمن قائمة Merville-Franceville-Plage ‏، خلال فترته النيابية ‏ (2017 – ) وانتخب  خلال فترته النيابية ‏ وانتخب نائب فرنسي عن دائرة Calvados's 4th constituency ‏ وقد انضم خلال فترته النيابية ‏ (21 يونيو 2017 – ) للكتلة البرلمانية تكتل الجمهورية على الدرب ‏.